# EF English Proficiency Index
EF English Proficiency Index - wskaźnik określający poziom znajomości języka angielskiego w poszczególnych krajach. Najwyższe notowania otrzymują kraje skandynawskie. W roku 2013 Polska zajęła 8. miejsce na świecie, plasując się tym samym przed np. Niemcami czy Singapurem.